# 1873 en droit
Cet article présente les faits marquants de l'année 1873 en droit.

## Événements

### Février
- 8 février, France : Arrêt Blanco rendu par le Tribunal des conflits, arrêt fondateur du droit administratif français.

### Mai
- 23 mai, Canada : la Police montée du Nord-Ouest (en anglais : North West Mounted Police) est fondée par sir John A. Macdonald.

### Juillet
- 30 juillet : Arrêt Pelletier du Tribunal des conflits français, posant la distinction entre faute de service et faute personnelle au sujet de la responsabilité de l'administration.